# 西蒙氏假鰓鱂
西蒙氏假鰓鱂，為輻鰭魚綱鯉齒目鰕鱂亞目鰕鱂科的其中一種，為熱帶淡水魚，被IUCN列為瀕危保育類動物，分布於非洲剛果及尚比亞淡水流域，本魚體延長，體色為粉紅及橘黃交錯，鱗片帶有微藍色的金屬光澤，體長可達5公分，棲息在季節性的沼澤、水塘底中層水域，生活習性不明，可作為觀賞魚。

## 擴展閱讀
維基物種上的相關：西蒙氏假鰓鱂